# Karaberd, Lori
Karaberd là một đô thị thuộc tỉnh Lori, Armenia. Dân số ước tính năm 2011 là 91 người.